# آقچه آقاشلی
آقچه آغاشلی، روستایی از توابع بخش مراوه تپه شهرستان کلاله در استان گلستان ایران است.

## جمعیت
این روستا در دهستان گلی داغ قرار دارد و براساس سرشماری مرکز آمار ایران در سال ۱۳۸۵، جمعیت آن ۴۱۸ نفر (۸۶خانوار) بوده‌است.